# Ochotona macrotis
Il pica dalle orecchie grandi (Ochotona macrotis Günther, 1875) è un mammifero lagomorfo della famiglia degli Ocotonidi.

## Distribuzione
Con cinque sottospecie (Ochotona macrotis auritus, Ochotona macrotis chinensis, Ochotona macrotis macrotis, Ochotona macrotis sacana e Ochotona macrotis wollastoni), la specie è diffusa sull'altopiano del Tibet, sul Tien Shan, sul Pamir, sull'Himalaya (Nepal, Punjab e Kashmir) ed in alcune aree boscose del Turkestan orientale. Predilige le aree rocciose di origine glaciale, ricche di anfratti, ad altezze superiori ai 2000 m.

## Descrizione

### Dimensioni
Misura circa 20 cm di lunghezza, per un peso di 120 g.

### Aspetto
Il nome comune e quello scientifico della specie derivano, come intuibile, dalle orecchie, che in questi animali sono le più grandi (sia come dimensioni effettive, che in rapporto alle dimensioni della testa) di tutto il genere Ochotona: per il resto, la specie presenta le caratteristiche proprie di tutto il genere, ossia un aspetto generale simile a quello di un grosso criceto con corporatura massiccia e pelo di color sabbia, più chiaro sul ventre. In particolare, la specie somiglia molto alla congenere Ochotona roylei, dalla quale si differenzia per le orecchie di maggiori dimensioni.

## Biologia
Si tratta di animali assai attivi, di abitudini diurne: in particolare, questa specie sembra preferire le ore centrali della giornata per nutrirsi, mentre passa il resto del tempo a prendere il sole ed a fare la guardia al territorio da postazioni sopraelevate. Pur non andando in letargo, questa specie non accumula provviste per l'inverno come le congeneri.

Pare esservi una correlazione fra l'aggressività degli animali e la stagione presa in esame, poiché molti parametri comportamentali di questa specie (primo fra tutti la territorialità) si acuiscono in alcuni periodi e si affievoliscono in altri: durante il periodo degli amori, infatti, i maschi sono sorprendentemente tolleranti, per poi divenire improvvisamente aggressivi e territoriali in estate, quando i cuccioli sono stati svezzati.

### Alimentazione
Si tratta di animali erbivori, che si nutrono di qualsiasi materia vegetale riescano a trovare nel proprio territorio: per alimentarsi, tendono a seguire percorsi sempre uguali, ed in particolare in primavera la competizione per il cibo è molto serrata, in quanto gli animali cercano di riprendersi dal periodo di magra invernale. Quando d'inverno le forti nevicate ricoprono il terreno con uno spesso manto nevoso, i pica dalle orecchie grandi sono soliti scavare al di sotto di esso alla ricerca di piante, a volte allontanandosi anche molto dalla propria tana (solitamente non se ne allontanano a più di due metri di distanza) ed arrivando a mangiare anche la corteccia degli alberi.

### Riproduzione
Fatto inusuale fra i pica, questi animali si riproducono una sola volta l'anno, col maschio che tende ad accoppiarsi con più femmine possibile: la femmina partorisce fra la fine della primavera e l'inizio dell'estate, dopo una gestazione di un mese. La nidiata conta generalmente quattro cuccioli, che vengono svezzati a un mese d'età, ma restano coi genitori per un altro mese ancora: la maturità sessuale viene invece raggiunta ad un anno. I maschi girovagano fino a quando non sono in grado di stabilirsi in un proprio territorio e di difenderlo da altri maschi, mentre le femmine sono solite restare nel territorio natio fino a quando non trovano un compagno.